# Dragon Internet
Dragon Internet a.s. je česká společnost poskytující informační technologie a telekomunikační služby se zaměřením na regionální trh.

## Historie
Historie společnosti sahá do roku 1990, kdy byla založena jako firma Tomáš Dragon, zaměřená na poskytování IT služeb.
V roce 2005 došlo ke vzniku společnosti Dragon Internet a.s., která navázala na původní aktivity firmy a rozšířila své služby v oblasti telekomunikací.
V roce 2020 se společnost stala krajským finalistou soutěže Firma roku Středočeského kraje.
V roce 2024 společnost rozšířila své služby akvizicí společnosti Metronet, což přispělo k rozšíření její nabídky v oblasti telekomunikací.

## Současnost a služby
Dragon Internet se zaměřuje na budování a rozšiřování své optické sítě, čímž zajišťuje rychlé a stabilní připojení pro lokality s omezeným přístupem k vysokorychlostnímu internetu. V Mladé Boleslavi společnost zavedla optickou síť, čímž podpořila digitální transformaci města a zlepšila připojení pro obyvatele i firmy. Podobné projekty realizovala i v Milovicích a Benátkách nad Jizerou, kde modernizovala infrastrukturu a zajistila vysokorychlostní internet.
Společnost nabízí vysokorychlostní připojení k internetu prostřednictvím vlastní optické a mikrovlnné sítě a poskytuje také ICT řešení na klíč, která přizpůsobuje potřebám a rozpočtu firem i podnikatelů. Domácnostem poskytuje internet a televizní služby za dostupné ceny bez dlouhodobých závazků. Dragon Internet zajišťuje bezpečnost dat prostřednictvím svých cloudových center nebo přímo v prostředí zákazníka. Nabízí také služby zálohování dat a správu informačních systémů, což ocení zejména firemní zákazníci s vyššími nároky na bezpečnost a stabilitu dat.
Společnost poskytuje odbornou podporu a služby přizpůsobené individuálním potřebám zákazníků, což jí umožňuje konkurovat větším globálním poskytovatelům.

### Městská Wi-Fi síť
Dragon Internet se podílí na projektu městské Wi-Fi sítě v Mladé Boleslavi, která zajišťuje veřejnosti přístup k internetu ve vybraných městských lokalitách. Tato síť poskytuje obyvatelům a návštěvníkům města možnost bezplatného připojení k internetu. Cílem projektu je rozvoj digitálních služeb a zvýšení dostupnosti internetového připojení na veřejných místech, jako jsou parky, náměstí nebo kulturní centra. 
Na konferenci „Internet a Technologie 19“ (IT 19), pořádané sdružením CZ.NIC, představila společnost Dragon Internet technická řešení a postupy, které využívá při realizaci městských Wi-Fi projektů. Projekty Wi-Fi sítí jsou zaměřeny na podporu turistického ruchu, informovanosti občanů a rozvoj digitálních služeb na veřejných místech.

## Členství v organizacích a certifikace
Dragon Internet a.s. je členem několika významných organizací v oblasti internetové infrastruktury a držitelem řady odborných certifikátů, které potvrzují její závazek ke kvalitě a bezpečnosti poskytovaných služeb.

### Profesní organizace:
- 2010: NIX.CZ – členství v NIX.CZ zajišťuje firmě přístup k rychlejší a efektivnější výměně dat mezi jednotlivými sítěmi.[18][19]
- 2006: CZ.NIC – Dragon Internet a.s. spolupracuje s CZ.NIC na projektech zaměřených na internetovou bezpečnost a stabilitu sítě.[20][19]
- 2003: RIPE NCC – členství v RIPE NCC umožňuje Dragon Internet spravovat globální internetové zdroje, jako jsou IPv4, IPv6 a autonomní systémová čísla (ASN), a přispívat k rozvoji mezinárodní internetové infrastruktury.[19]

### Certifikace:
- TISAX – (Trusted Information Security Assessment Exchange) Systém řízení bezpečnosti informací pro automobilový průmysl „Scope Excerpt SRNL84“[21]
- ISO 9001 – Certifikace managementu kvality
- ISO 27001 – Certifikace managementu bezpečnosti informací
- Veeam Silver Service Provider a Veeam Registered Reseller – Certifikace v oblasti řešení pro zálohování a obnovu dat
- Google Workspace Sales and Deployment – Certifikace pro prodej a nasazení Google Workspace
- HPE Silver Partner – Specialisté v oblasti serverů a datových center
- Apple B2B Certified – Certifikace pro prodej a implementaci řešení Apple pro podniky
- ESET Silver Partner – Partnerství zaměřené na bezpečnostní řešení

## Společenská odpovědnost

### Regionální akce a projekty
Společnost se podílí na regionálních projektech zaměřených na rozvoj dětí a mládeže v Mladé Boleslavi a okolí. Mezi významné iniciativy patří pravidelné sponzorství výtvarné soutěže pro děti z dětských domovů, která motivuje děti k tvořivosti a dává jim příležitost ukázat své talenty.
Další oblastí podpory je sport. Dragon Internet úzce spolupracuje s hokejovým klubem BK Mladá Boleslav, fotbalovým klubem FK Mladá Boleslav a Florbal Mladá Boleslav, kde podporuje sportovní aktivity a programy pro děti. Společnost se tímto způsobem snaží přispět k fyzickému a sociálnímu rozvoji mladé generace a podpoře zdravého životního stylu.
Společnost spolupracuje s Městským divadlem Mladá Boleslav na podpoře místní kulturní scény.